# Chanson pour ma mie
Albums de Bernard Lavilliers
Les Poètes
(1972)
Chanson pour ma mie est le premier album de Bernard Lavilliers paru en 1968 sur le label Decca (référence 110.006). Il n'a jamais été réédité en cd. Certains morceaux se retrouvent sur la compilation Premiers pas....

## Liste des titres
1. Chanson pour ma mie
2. Petit boulot
3. Le Métier
4. Chanson dada
5. Rose-rêve
6. La dernière bouteille
7. La Bossa cancanière
8. Eurasie
9. Le poète crotté
10. Chanson douce
11. Climat
12. Paris-redingote de plomb
13. La frime
14. Quand ma plume